# Costa do Marfim nos Jogos Olímpicos de Verão de 2004
A Costa do Marfim competiu nos Jogos Olímpicos de Verão de 2004, em Atenas, na Grécia.